# Meillant

Meillant este o comună în departamentul Cher, Franța. În 1 ianuarie 2022 avea o populație de 648 de locuitori.